# NCAA Woman of the Year Award
Der NCAA Woman of the Year Award (dt.: „Auszeichnung der National Collegiate Athletic Association zur ‚Frau des Jahres‘“) ist eine Auszeichnung der US-amerikanischen National Collegiate Athletic Association, um herausragende Sportstudentinnen zu ehren, die sich durch ihre Karriere im Laufe des College-Sports in den Bereichen akademischer Leistungen, athletischer Meisterschaft, Dienst und Leitungsfunktionen hervorgetan haben. Jedes Jahr werden neun Finalisten aus allen Kandidaten ausgewählt, drei von jeder der Divisionen, Division I, II und III. Diese Auswahl trifft die National Collegiate Athletic Association seit 1991. Die Finalisten repräsentieren die Standards der NCAA der besten aller Studenten-Athletinnen.
Er wird laut Satzung verliehen an:

„Eine hochrangige Sportlerin, die sich während ihrer gesamten College-Karriere in den Bereichen akademische Leistung, sportliche Exzellenz, Service und Führung hervorgetan hat.“

## Preisträgerinnen
- 1991 – Mary Beth Riley, Canisius College[2][3]
- 1992 – Catherine Byrne, University of Tennessee[4][5]
- 1993 – Nnenna Lynch, Villanova University[6][7]
- 1994 – Tanya Jones, University of Arizona[8][9]
- 1995 – Rebecca Lobo, University of Connecticut[10][11]
- 1996 – Billie Winsett-Fletcher, University of Nebraska[12][13]
- 1997 – Lisa Coole, University of Georgia[14][15]
- 1998 – Peggy Boutilier, University of Virginia[16][17]
- 1999 – Jamila Demby, University of California, Davis[18][19]
- 2000 – Kristy Kowal, University of Georgia[20][21]
- 2001 – Kimberly A. Black, University of Georgia[22][23]
- 2002 – Tanisha Silas, University of California, Davis[24][25]
- 2003 – Ashley Jo Rowatt Karpinos, Kenyon College[26][27]
- 2004 – Kelly Albin, University of California, Davis[18][28]
- 2005 – Lauryn McCalley, University of Tennessee[29][30]
- 2006 – Annie Bersagel, Wake Forest University[31][32]
- 2007 – Whitney Myers, University of Arizona[33][34]
- 2008 – Nicky Anosike, University of Tennessee[35][36]
- 2009 – Lacey Nymeyer, University of Arizona[37][38]
- 2010 – Justine Schluntz, University of Arizona[39][40]
- 2011 – Laura Barito, Stevens Institute of Technology[41][42]
- 2012 – Elizabeth Phillips, Washington University in St. Louis[43][44]
- 2013 – Ifeatu Okafor, Texas Tech University[45][46]
- 2014 – Elizabeth Tucker, University of Notre Dame[47][48]
- 2015 – Kristin Day, Clarion University of Pennsylvania[49][50]
- 2016 – Margaret Guo, Massachusetts Institute of Technology[51][52]
- 2017 – Lizzy Crist, Washington University in St. Louis[53][54]
- 2018 – Keturah Orji, University of Georgia[55][56]
- 2019 – Angela Mercurio, University of Nebraska[57][58]
- 2020 – Asia Seidt, University of Kentucky[59]
- 2021 – Kendall Cornick, Augustana University[60]
- 2022 – Karenna Groff, Massachusetts Institute of Technology[61]
- 2023 – Logan Eggleston, University of Texas[62]

### 2024 Woman of the Year Top-9
- Anna Grossheim, UNC Pembroke
- Riley Felts, Charlotte
- Hannah Kassaie, Case Western Reserve
- Caitlin Lyons, Georgia
- Maddy Miles, Mount Union
- Samantha Pirosko, Gannon
- Shelby Robb, Metropolitan State University of Denver
- Alexandra Turvey, Pomona-Pitzer
- Isabella Whittaker, University of Pennsylvania

### 2023 Woman of the Year Top-9
- Peyton Barnes, Fairmont State University
- Callie Dickinson, University of Georgia
- Logan Eggleston, University of Texas at Austin
- Kristen Palmer, Massachusetts Institute of Technology
- Charlotte Richards, University of Missouri–St. Louis
- Ellie Shahbo, Harvard University
- Sophia Glory Slovenski, University of Southern Maine
- Anika Washburn, Case Western Reserve University
- Madi Wulfekotter, University of Central Missouri

### 2022 Woman of the Year Top-9
- Zoe Baker, Colorado School of Mines
- Jaeda Daniel, North Carolina State University
- Brooke Forde, Stanford University
- Karenna Groff, Massachusetts Institute of Technology
- Macy Klein, St. Catherine University
- Erin Nicholas, Middlebury College
- Kayla Tennant, Queens University of Charlotte
- Hanna Thrainsdottir, Georgian Court University
- Victoria Tran, U.S. Naval Academy

### 2021 Woman of the Year Top-9
- Mikayla Bisignani, Johns Hopkins University
- Anna Cockrell, University of Southern California
- Kendall Cornick, Augustana University (South Dakota)
- Stefani Deschner, University of Notre Dame
- Naomi Hill, North Central College
- Alison Johnson, Adelphi University
- Eka Jose, Washington University in St. Louis
- Avery Skinner, University of Kentucky
- Irisa Ye, University of the Sciences

### 2020 Woman of the Year Top-9
- Charlotte Ahrens, Arizona State University
- Maddi Chitsey-Crisler, Lubbock Christian University
- DeAnna Hernandez, Texas Lutheran University
- Arielle Johnston, Salisbury University
- Annie McCullough, Tusculum University
- Emma Morgan-Bennett, Swarthmore College
- Mikayla Pivec, Oregon State University
- Asia Seidt, University of Kentucky
- Juah Toe, West Chester University of Pennsylvania

### 2019 Woman of the Year Top-9
- Chelsea Abreu, Adelphi University
- Virginia Elena Carta, Duke University
- Monica Feeley, Vassar College
- Marin McCoy, Swarthmore College
- Angela Mercurio, University of Nebraska, Lincoln
- Hannah Orbach-Mandel, Kenyon College
- Krissy Ortiz, Lynn University
- Ginny Thrasher, West Virginia University
- Hailey Tucker, Southwestern Oklahoma State University

### 2018 Woman of the Year Top-9
- Ade Ayoola, University of Chicago
- Trissy Fairweather, Claflin University
- Delaney Hiegert, Newman University, Wichita
- Kayla Leland, Whitworth University
- Kami Norton, Angelo State University
- Keturah Orji, University of Georgia
- Sidney Peters, University of Minnesota
- Vanessa Shippy, Oklahoma State University
- Amelia Wilhelm, Bates College

### 2017 Woman of the Year Top-9
- Sabrina Anderson, Slippery Rock University of Pennsylvania
- Serena Barr, Liberty University
- Jenny Carmichael, University of Oklahoma
- Eliana Crawford, Kenyon College
- Lizzy Crist, Washington University in St. Louis
- Karina Martinez, Texas A&M University
- Christina Melian, Stony Brook University
- Natalie O'Keefe, Southwest Baptist University
- Jayme Perez, East Texas Baptist University

### 2016 Woman of the Year Top-9
- Margaret Guo, Massachusetts Institute of Technology
- Christina Hillman, Iowa State University
- Bri Leeper, West Texas A&M University
- Maurissa Lester, Limestone College
- Kara McCormack, University of Miami
- Elayna Siebert, Carson-Newman University
- Haley Townsend, Kenyon College
- Cameasha Turner, University of Texas
- Ami Viti, Misericordia University

### 2015 Woman of the Year Top-9
- Supriya Davis, Swarthmore College
- Kristin Day, Clarion University of Pennsylvania
- Margo Geer, University of Arizona
- Kelsey Graham, Wheaton College
- Margaret MacPhail, DePauw University
- Colleen Quigley, Florida State University
- Zoe Scandalis, University of Southern California
- Taylor Skala, Rockhurst University
- Rebecka Surtevall, Arkansas Tech University

### 2014 Woman of the Year Top-9
- Alexa Baltes, Illinois Wesleyan University
- Marisa Bast, Northwestern University
- Krista Bellefeuille, University of Northwestern – St. Paul
- Ellen Chambers, Lynn University
- Alyssa Hasslen, University of Arizona
- Megan Light, Emory University
- Jackie Sileo, Long Island University
- Elizabeth Tucker, University of Notre Dame
- Bailey Vrazel, Texas Woman’s University

### 2013 Woman of the Year Top-9
- Elena Crosley, Bowdoin College
- Elizabeth Duffy, Concordia University, St. Paul
- Kaaren Hatlen, Pacific Lutheran University
- Kelly Majam, University of Hawaiʻi at Mānoa
- Alexandra Maseko, Seton Hall University
- Ifeatu Okafor, Texas Tech University
- Kayla Shull, Clarion University of Pennsylvania
- Bridgett Soares, Long Island University
- Lya Swaner, East Texas Baptist University

### 2012 Woman of the Year Top-9
- Hillary Bach, Arizona State University
- Grace Collins, Barry University
- Kate Griewisch, Lenoir-Rhyne University
- Kelsey Kittleson, Luther College, Iowa
- Sarah Jane Otey, U.S. Coast Guard Academy
- Brooke Pancake, University of Alabama
- Alexi Pappas, Dartmouth College
- Elizabeth Phillips, Washington University in St. Louis
- Verena Preikschas, California State University

### 2011 Woman of the Year Top-9
- Laura Barito, Stevens Institute of Technology
- Danielle Blair, University of Alabama
- Michaela Calnan, Bowdoin College
- Annie Chandler, University of Arizona
- Hewenfei Elwen Li, Brigham Young University
- Hayley Emerick, Trinity University, Texas
- Victoria Hansen, West Liberty University
- Grace Johnson, University of Georgia
- Kelsey Ward, Drury University

### 2010 Woman of the Year Top-9
- Hannah Baker, Wartburg College
- Lisa Koll, Iowa State University
- Melissa Mackley, Gustavus Adolphus College
- Lyndsay McBride, University of Indianapolis
- Brittany Rogers, University of Alabama
- Justine Schluntz, University of Arizona
- Mary Slinger, Concordia University
- Natalja Stanski, Grand Valley State University
- Ruth Westby, Emory University